# Jotter
El Jotter es un bolígrafo automático fabricado por la Parker Pen Company desde 1954 hasta la actualidad. Las unidades fabricadas en los dos primeros años de vida del modelo diferían de los posteriores en algunos detalles como el clip en v invertida que por aquel entonces era utilizado en las plumas parker de gama baja o el cuerpo inferior de plástico que era rayado y sin remate metálico, si bien también existió en esa primera serie un modelo "custom" completamente en acero similar al modelo actual en acero. Los modelos posteriores son prácticamente iguales a los que se siguen fabricando en la actualidad. La principal mejora de estos modelos de diseño similar al actual fue la incorporación, en junio de 1957, de la carga con bola texturada. A partir de ese momento fue conocido por T-Ball Jotter.
El Parker Jotter fue diseñado por Don Doman, también autor de algunos de los modelos más populares de la marca, como fueron la lujosa 75, la 61, y otro modelo superventas de la marca, la Parker 45 fabricada de 1960 a 2006. El Parker Jotter fue un éxito desde el primer momento debido a su calidad y precio contenido. En 1995, tuvo incluso el honor de convertirse en uno de los gadgets del Mayor Q y tener una intervención importante en la película de James Bond "Goldeneye", en la que albergaba un explosivo C4 que se activaba con el botón superior.
En 2004, con motivo del 50 aniversario del modelo, se editó una serie especial del Jotter en plata con inserciones de esmalte en colores amarillo o negro.

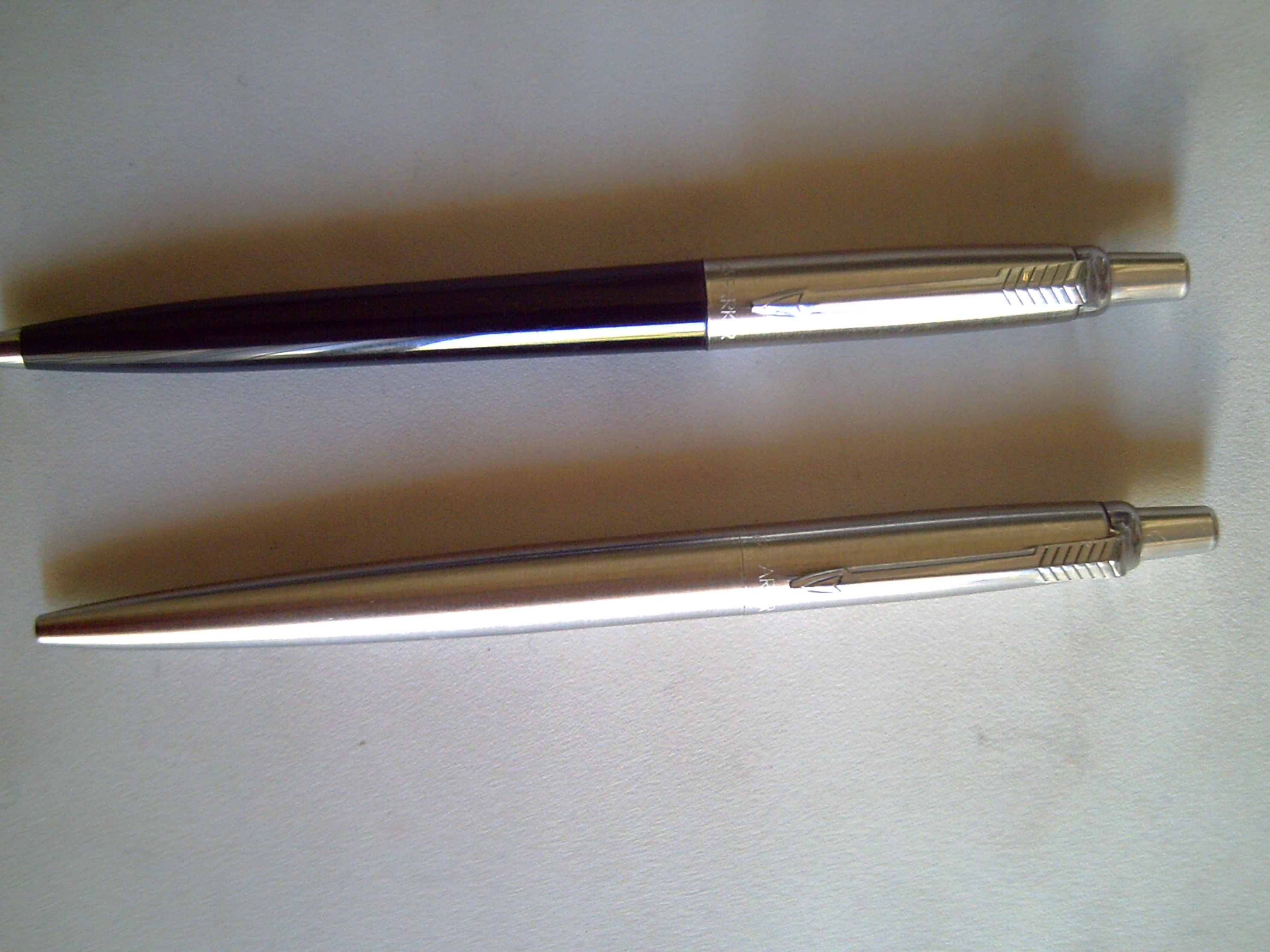